# Philippe Lamberts
Philippe Lamberts (Bruselas, 14 de marzo de 1963) es un político belga que ha sido diputado del Parlamento Europeo desde 2009. Pertenece al partido Ecolo, el cual forma parte del Grupo de Los Verdes/Alianza Libre Europea.

## Educación y primeros años
Lamberts se graduó como ingeniero en matemáticas aplicadas por la Universidad Católica de Lovaina en 1986. De 1987 a 2009 trabajó en IBM ocupando diversos puestos. Simultáneamente, de 1995 a 2006, Lamberts fue concejal por el partido verde francófono Ecolo en el ayuntamiento de Anderlecht. Entre 1999 y 2003 fue asesor de la vice primera ministra Isabelle Durant en asuntos exteriores y defensa.

## Diputado del Parlamento Europeo

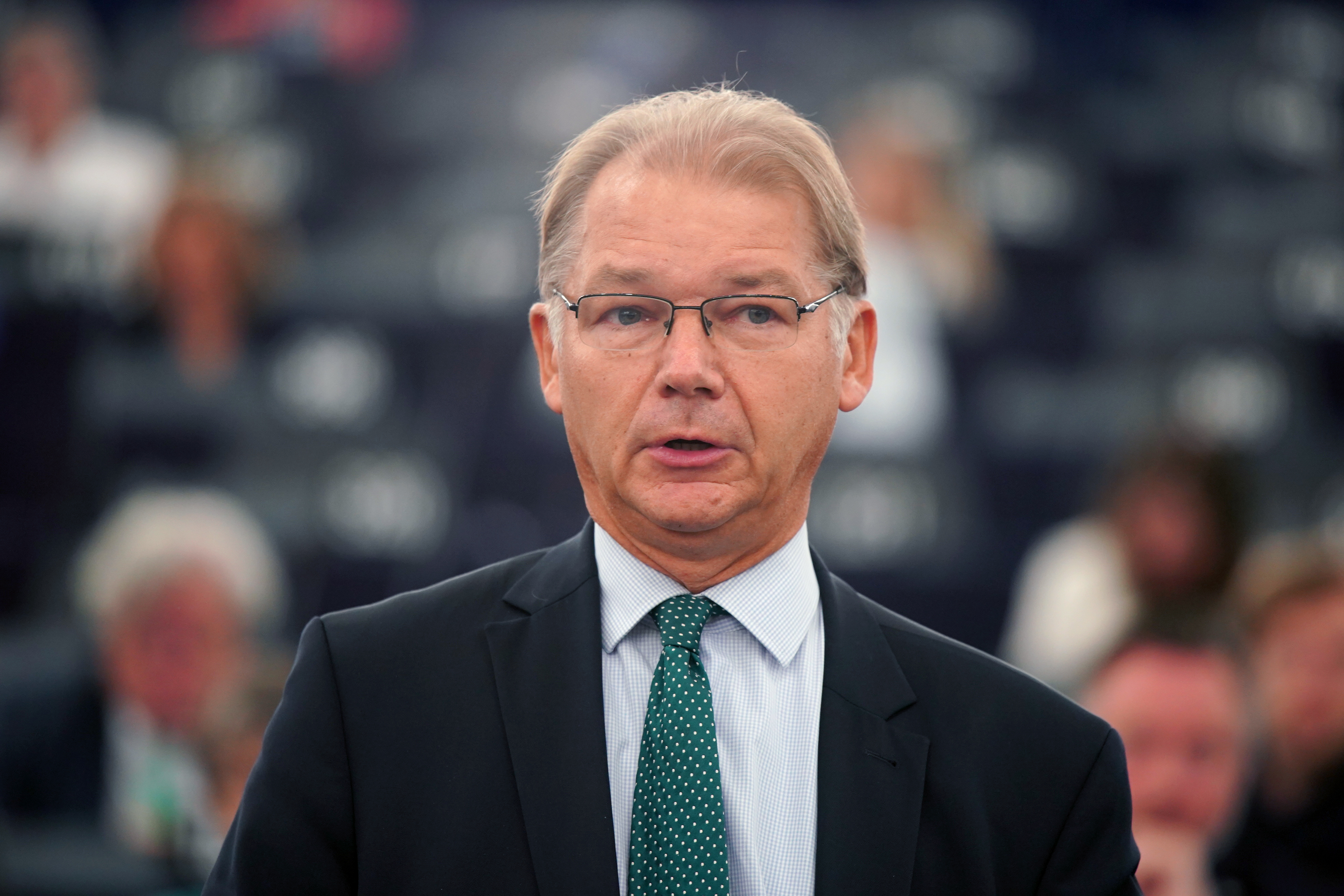
Lamberts hablando en el Parlamento Europeo en 2019

Lamberts fue coportavoz del Partido Verde Europeo entre 2006 y 2012, compartiendo inicialmente el cargo con Ulrike Lunacek y posteriormente con Monica Frassoni. Desde 2009 ha sido diputado en el Parlamento Europeo representando al partido Ecolo. Además, ostenta la posición de copresidente del Grupo de Los Verdes/Alianza Libre Europea en el Parlamento Europeo desde 2014, junto con las copresidentas Rebecca Harms (2014-2016), Ska Keller (2016-2022) y Terry Reintke (desde 2022). Philippe Lamberts también es miembro de la Comisión de Asuntos Económicos y Monetarios (ECON) del Parlamento Europeo así como de la Comisión de Industria, Investigación y Energía (ITRE).
Como miembro de la Comisión de Asuntos Económicos y Monetarios se le atribuyó una enmienda a la Cuarta Directiva sobre Requisitos de Capital, la cual limitaba los pagos de primas en los servicios financieros. En 2015 lideró las peticiones para crear una comisión especial de investigación sobre los tratos fiscales preferenciales que los Estados miembros de la UE le dan a los «campeones nacionales». Posteriormente, se unió al Comité Especial del Parlamento sobre Resoluciones Fiscales y Otras Medidas de Naturaleza o Efecto Similar.
Desde 2017 Lamberts fue parte del Grupo Director del Brexit del Parlamento Europeo, que trabajó bajo la supervisión de la Conferencia de Presidentes con el fin de coordinar las deliberaciones, consideraciones y resoluciones del Parlamento sobre la salida del Reino Unido de la UE. También forma parte del Foro Europeo de Internet.
En 2023 Lamberts organizó una conferencia en el Parlamento Europeo titulada Más allá del crecimiento. Miles de asistentes se inscribieron en el evento, tanto en línea como en persona. Contando con ponentes como Ursula von der Leyen, la conferencia tuvo como objetivo normalizar el debate sobre el decrecimiento. Hasta ahora, este debate se consideraba demasiado radical para la política europea predominante. Lamberts argumentó que el crecimiento definido por el PIB ya no puede ser considerado un objetivo legítimo para los legisladores, ya que es incompatible con el hecho de que los recursos materiales de la Tierra son finitos. Lamberts explicó que su visión de la emergencia climática, que le lleva a abogar por una nueva forma de abordar el crecimiento, se inspira en su fe cristiana.